# 罗永强
罗永强（1964年6月—），男，山西朔州人，中国政治人物。2023年开始担任国家消防救援局副局长。

## 生平
历任内蒙古公安消防总队包头支队支队长，公安部消防局办公室副主任，公安部消防局后勤装备处副处长、处长等职。2013年任吉林省公安消防总队总队长。2015年任公安部消防局副局长。2018年11月获授助理总监消防救援衔。2019年任应急管理部消防救援局副局长。2023年4月21日任国家消防救援局副局长。